# Episodi di Due poliziotti a Palm Beach (seconda stagione)
La seconda stagione della serie televisiva Due poliziotti a Palm Beach è stata trasmessa in anteprima negli Stati Uniti d'America dalla CBS tra il 24 settembre 1992 e il 25 marzo 1993.
| nº | Titolo originale           | Titolo italiano | Prima TV USA      | Prima TV Italia |
| -- | -------------------------- | --------------- | ----------------- | --------------- |
| 1  | Baser Instincts            |                 | 24 settembre 1992 |                 |
| 2  | Goodtime Charlie           |                 | 1º ottobre 1992   |                 |
| 3  | Social Call                |                 | 8 ottobre 1992    |                 |
| 4  | Wild Card                  |                 | 15 ottobre 1992   |                 |
| 5  | In Too Deep                |                 | 22 ottobre 1992   |                 |
| 6  | Bad Blood                  |                 | 29 ottobre 1992   |                 |
| 7  | Hot Rocks                  |                 | 5 novembre 1992   |                 |
| 8  | Scorpio Lover              |                 | 12 novembre 1992  |                 |
| 9  | Love-15                    |                 | 15 novembre 1992  |                 |
| 10 | The Queen Is Dead          |                 | 3 dicembre 1992   |                 |
| 11 | Irreconcilable Differences |                 | 10 dicembre 1992  |                 |
| 12 | Jasmine                    |                 | 7 gennaio 1993    |                 |
| 13 | Crush                      |                 | 14 gennaio 1993   |                 |
| 14 | Was It Good for You Too?   |                 | 21 gennaio 1993   |                 |
| 15 | Dead Weight                |                 | 28 gennaio 1993   |                 |
| 16 | Kid Stuff                  |                 | 4 febbraio 1993   |                 |
| 17 | Night Games                |                 | 11 febbraio 1993  |                 |
| 18 | Meat Market                |                 | 18 febbraio 1993  |                 |
| 19 | Star Signs                 |                 | 25 febbraio 1993  |                 |
| 20 | Giant Steps                |                 | 4 marzo 1993      |                 |
| 21 | Soul Kiss                  |                 | 11 marzo 1993     |                 |
| 22 | Look the Other Way         |                 | 18 marzo 1993     |                 |
| 23 | Voices                     |                 | 25 marzo 1993     |                 |